# Molossus (perro)
El molossus (en griego: Μολοσσὸς) es una antigua raza de perros extinta, originaria de la Antigua Grecia. Fue utilizado por griegos y romanos como perro guardián del ganado, perro de presa y perro de guerra. Uno de sus posibles descendientes más próximos, el perro Moloso del Epiro (Μολοσσός της Ηπείρου), conserva enorme semejanza con la estatua que representa el perro molossus en el Museo Británico.

## Historia
Esta antigua raza de perro extinta es comúnmente considerada el antepasado (en rivalidad con el alano, el perro de los alanos) de todos los perros de tipo mastín actuales y de muchas otras razas modernas. Perros del tipo mastín son muchas veces referidos como perros molosos. El molossus es una de las razas más conocidas de la antigüedad greco-romana. Esta raza fue un ancestral importante de muchas razas modernas. 

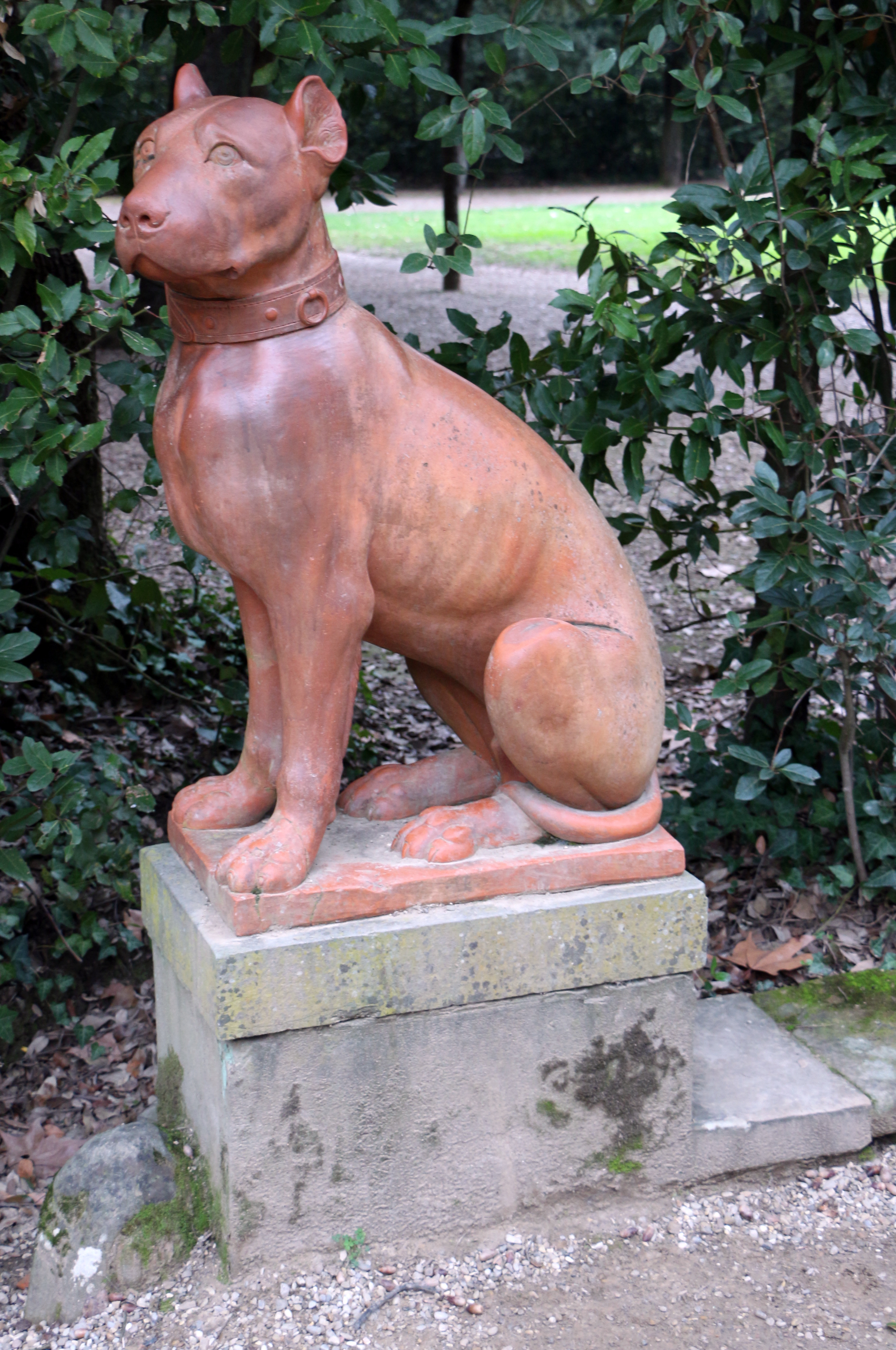
Perro moloso hecho de terracota. Estatua en los Jardines de Boboli, Florencia, Italia..

La mayoría de los estudiosos concuerda que el molossus se originó con el pueblo de Molosos en las regiones montañosas del noroeste de Grecia Antigua y del sur de Albania. El pueblo moloso era famoso por sus perros feroces, que fueron utilizados por los pastores de la región del Épiro en las montañas del noroeste de Grecia para proteger sus rebaños. El poeta Grattius, un contemporáneo de Ovidio, escribió: "...cuando un trabajo serio venía, cuando bravura debería ser mostrada, y el impetuoso dios-guerra llamaba en el mayor peligro, entonces no podías dejar de admirar tanto los famosos Molossus." 
Virgilio dice que en Grecia Antigua los perros molossus más pesados fueron muchas veces usados por los griegos y romanos para la caza (canis venaticus) y para vigilar la casa y rebaños (canis pastoralis). "Nunca, con estos perros en guardia", dice Virgilio, "necesitarás temer por tus barracas de un ladrón de la medianoche, o ataque de lobos, o bandoleros ibéricos en tu espalda." Aristóteles los menciona en La Historia de los Animales y elogia su bravura y superioridad física. Aristóteles dice "De la raza de perros Molosos, como los que se emplean en la caza [presa] son más o menos los mismos en otros lugares; pero los perros pastores de esta raza son superiores a los demás en tamaño y en el coraje con el que enfrentan los ataques de animales salvajes."

## Moloso americano
Hoy hay una nueva raza de perro estadounidense que usa el nombre Moloso Americano. La nueva raza ha generado controversia debido a sus características físicas exóticas consideradas muy distantes del moloso original, lo que puede dañar la calidad de vida y la salud de los perros.

## Galería

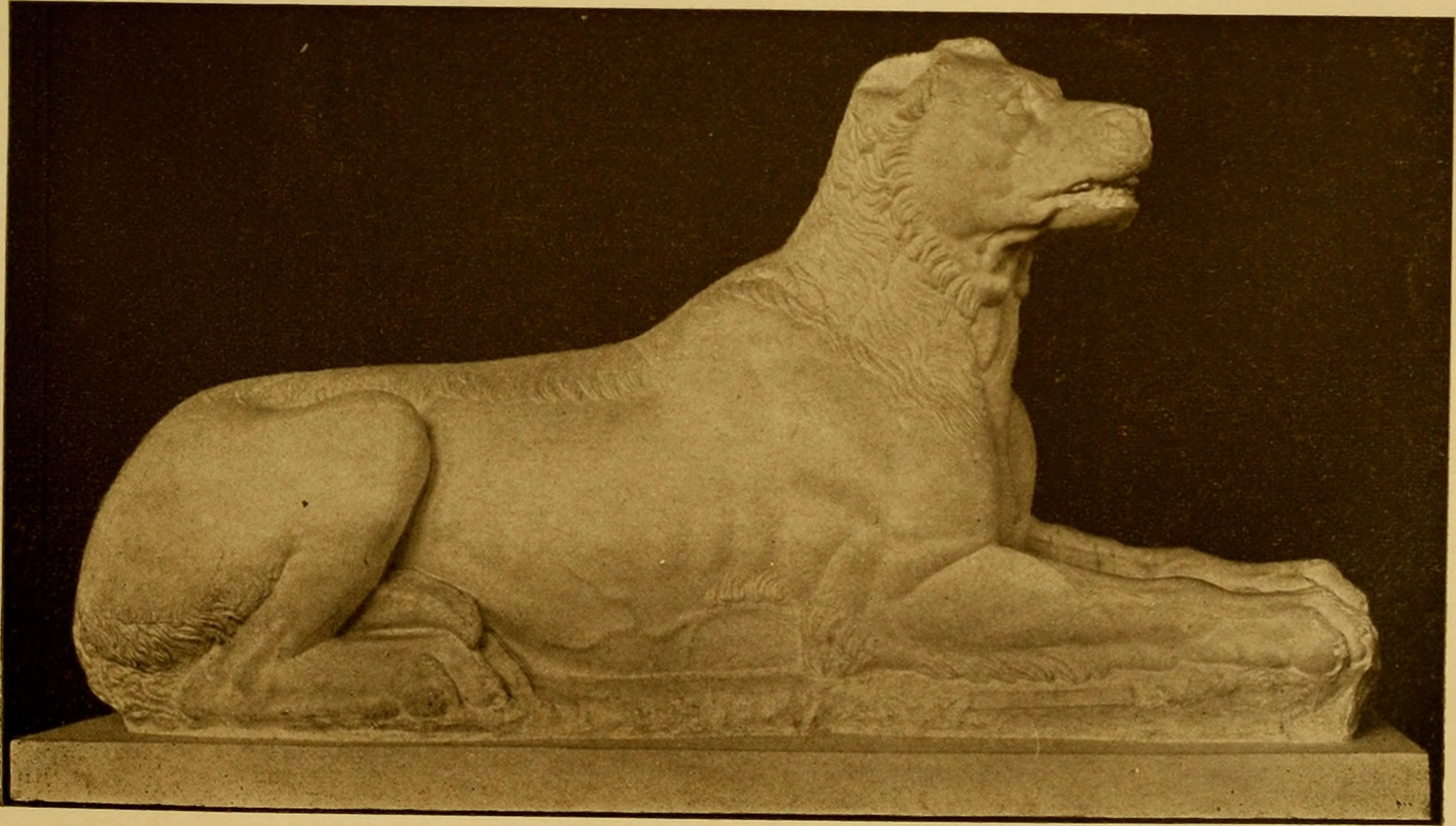
Molossus
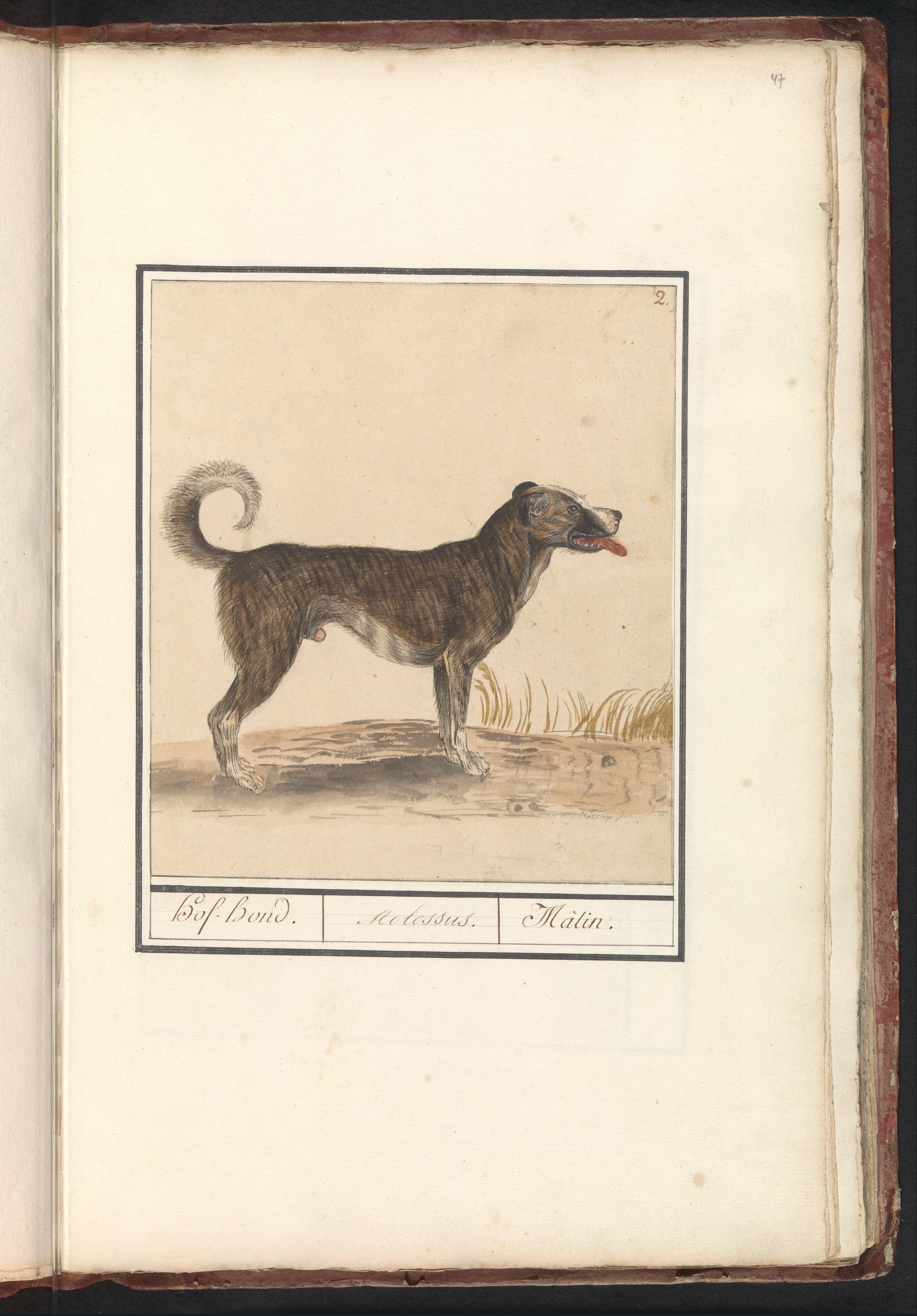
Hof-hond
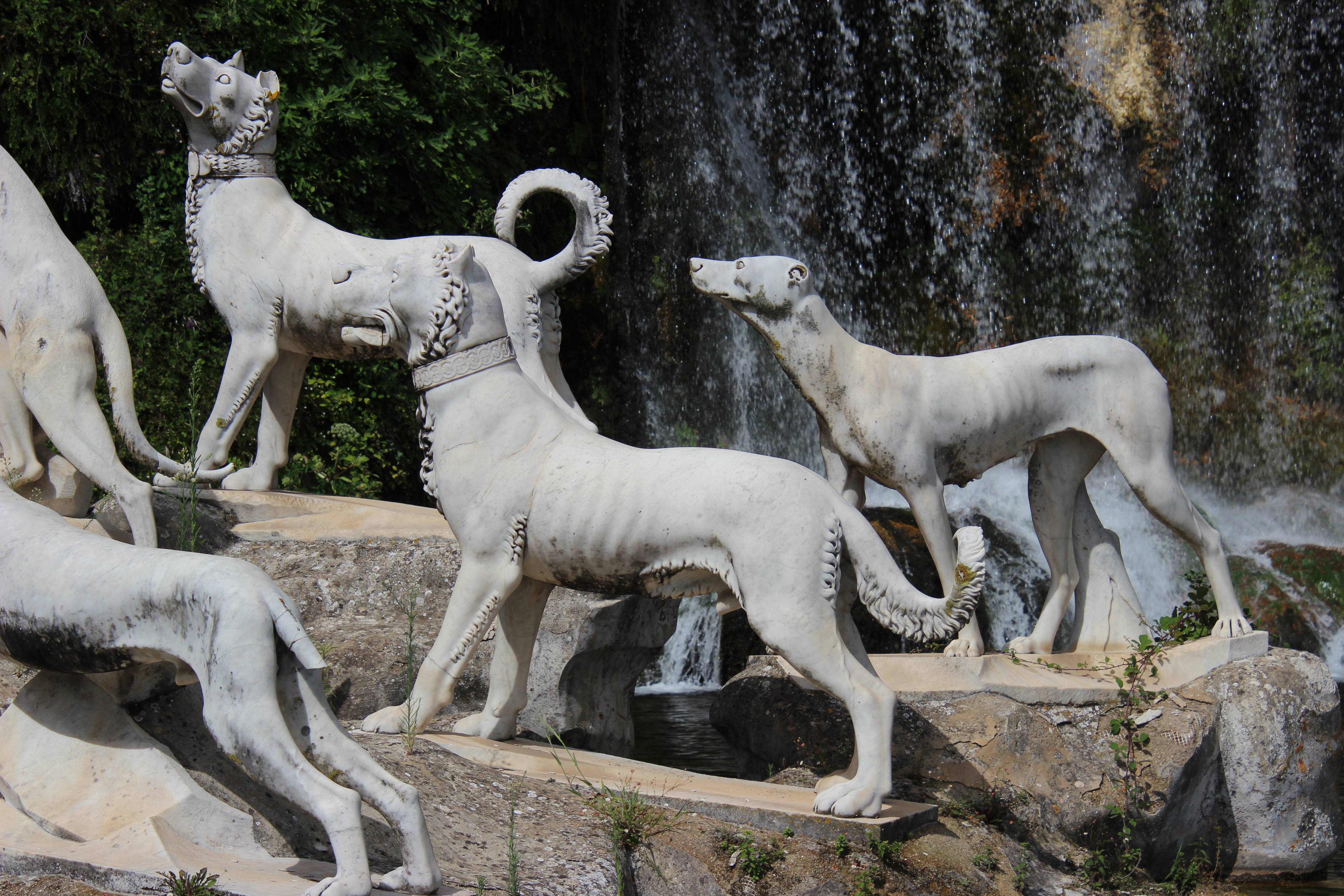